# Герб Бобриці
Герб Бо́бриці — офіційний символ села Бобриця Ємільчинського району Житомирської області, затверджений 6 червня 2013 р. рішенням № 40 XXII сесії Березниківської сільської ради VI скликання. Герб села є промовистим.

## Опис
Щит розтятий двічі. На першому лазуровому полі золотий бобер на хатині. На другому червоному золотий хрест на постаменті. На третьому лазуровому золота бджола. На зеленій базі два золоті колоски в косий хрест. Щит обрамований золотим декоративним картушем і увінчаний золотою сільською короною.

## Значення символів
Золотий хрест на червоному полі символізує давні традиції християнської духовності. Червоний колір символізує мужність, славне історичне минуле. Лазур символізує мирне чисте небо, багаті водні ресурси. Зелений колір символізує щедру природу Полісся. Бобер вказує на походження назви села Бобриця, уособлює багату місцеву фауну. Бджола символізує працелюбність, заняття місцевого населення бджільництвом. Золоті колоски підкреслюють значення землеробства.
Автор — Володимир Косинський.